# Loughcrew

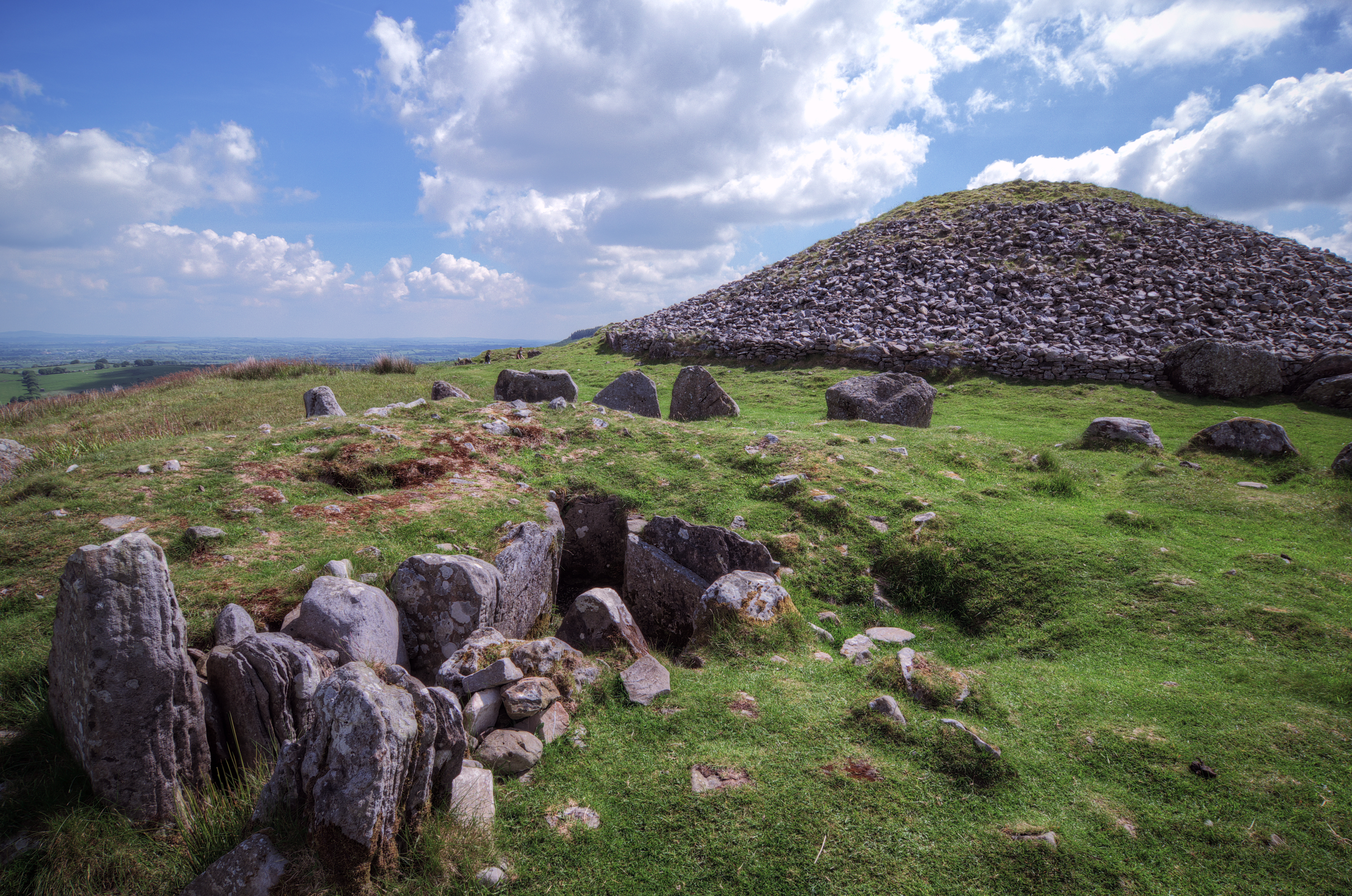
Cairn S i Cairn T

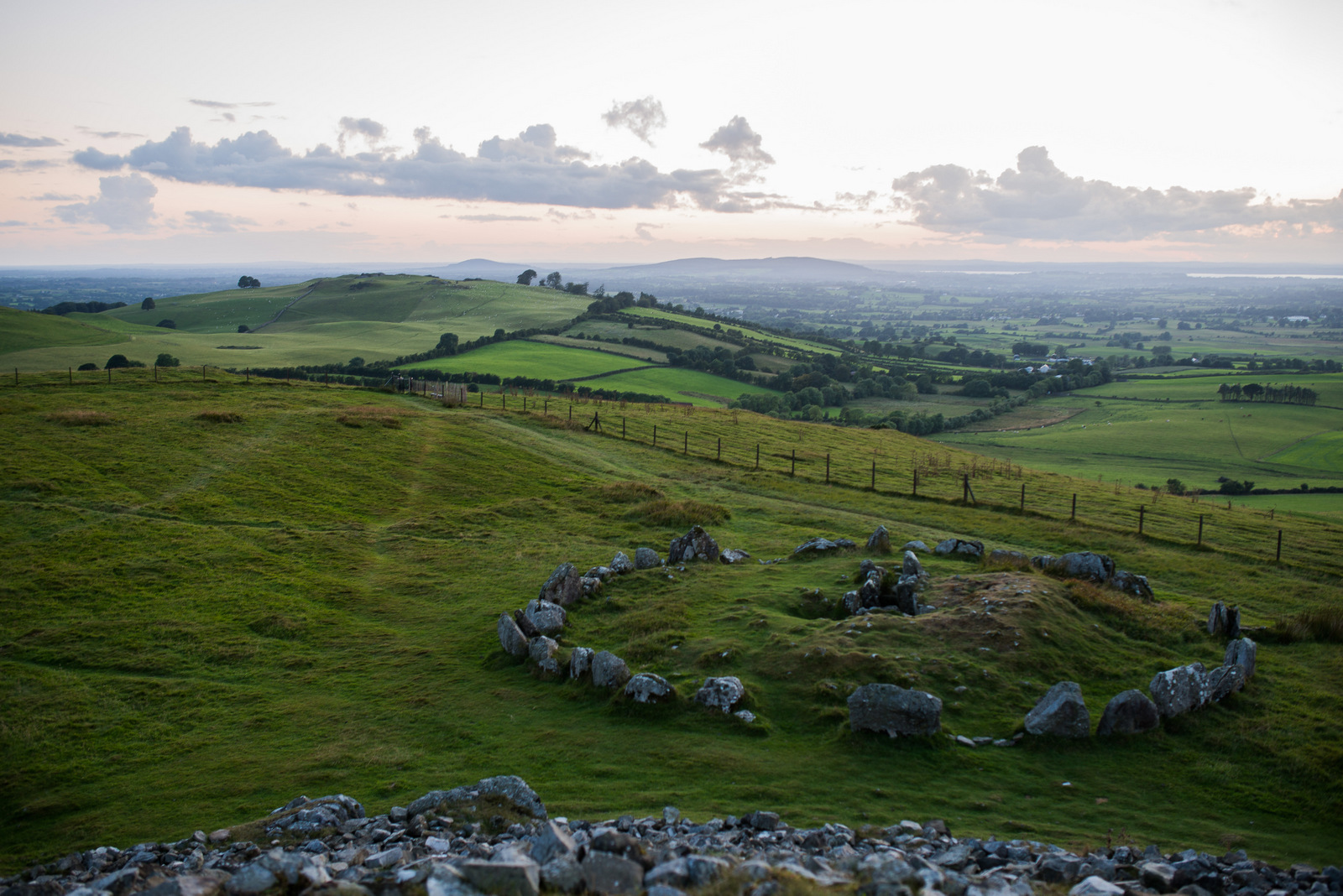
Vista des de dalt d'una de les tombes

Loughcrew o Lough Crew (de l'irlandés: Loch Craobh, que significa 'llac de l'arbre') és una àrea de gran importància històrica a prop d'Oldcastle, al Comtat de Meath, Irlanda. Conté un grup de tombes megalítiques que daten del mil·lenni IX abans de la nostra era, al cim d'una serralada. Els turons i les tombes es coneixen com Slieve na Calliagh (Sliabh na Caillí) i són el punt més alt de Meath. Conté una de les quatre tombes de corredor més importants d'Irlanda i és un Monument Nacional protegit. L'àrea també enclou l'estat de Loughcrew en el seu interior, del qual rep el nom.

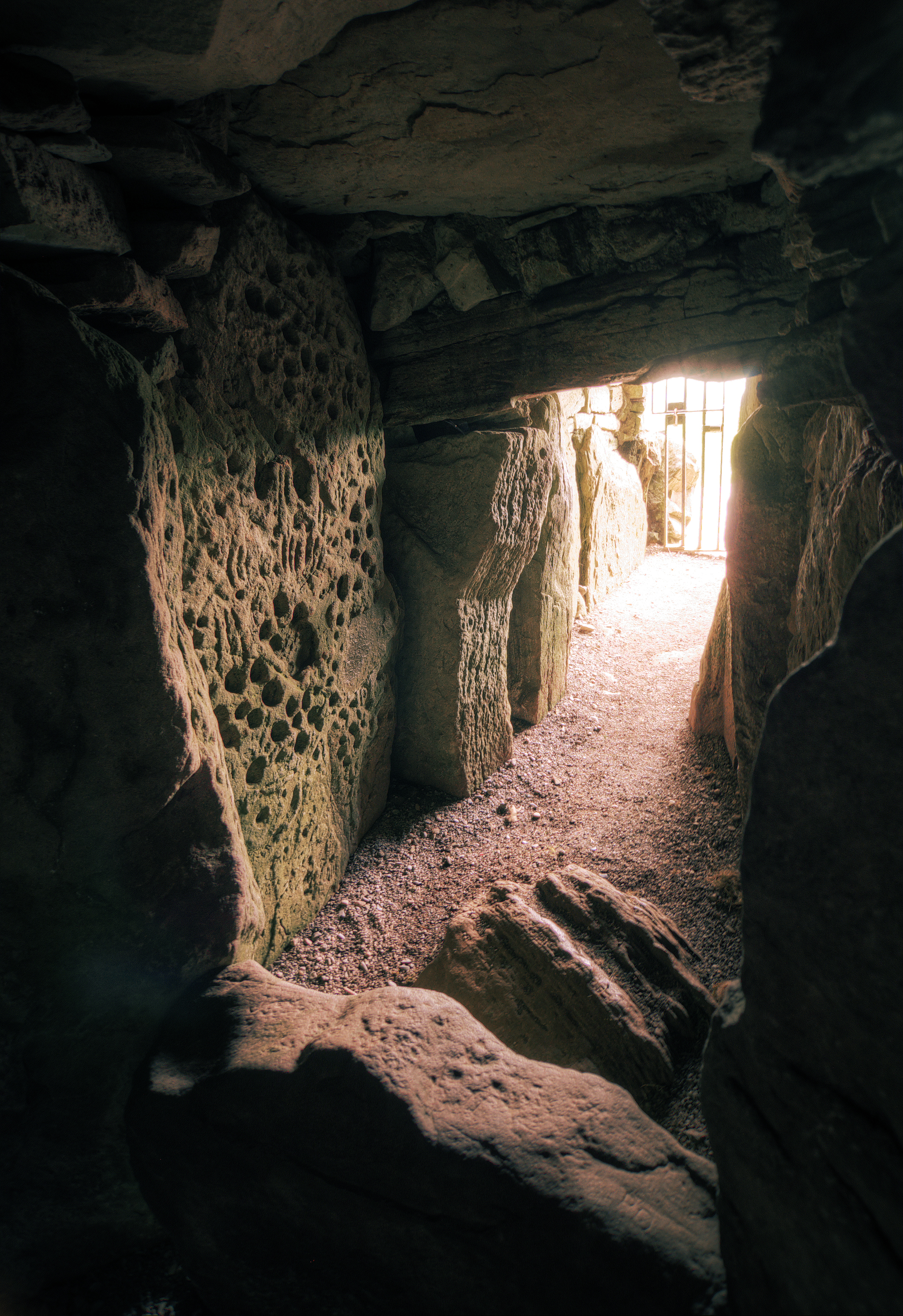
El corredor interior del Cairn T

Loughcrew és una de les quatre tombes de corredor més importants d'Irlanda (les altres són Brú na Bóinne, Carrowkeel i Carrowmore). El jaciment abasta quatre cims: Carnbane East, Carbane West, Carrickbrack i Patrickstown. Aquests cims i les tombes es coneixen com Sliabh na Caillí, que significa 'muntanya de Cailleach", la dea bruixa de la mitologia irlandesa. Segons la llegenda els monuments van ser creats quan a una bruixa geganta, que caminava per la terra, li va caure la càrrega de grans pedres del davantal.
No se n'ha fet pas cap programa complet de datació, però es calcula que els monuments són del 3300 abans de la nostra era. Són cambres cruciformes cobertes de monticles. S'observa un estil únic de petròglifs megalítics, amb rombes, dissenys en forma de fulles, i també cercles, alguns envoltats de línies radials. Els ortòstats i les pedres estructurals solen ser de gres de color verd, que era prou suau per a tallar. Això també les fa vulnerables al vandalisme. El folklore irlandés diu que duu mala sort danyar o faltar-li al respecte a aquestes tombes i que fer això podria dur una maledicció.
El 1980 l'estudiós irlandesestatunidenc Martin Brennan descobrí que el cairn T de Carnbane East està col·locat per a rebre els raigs del sol en l'equinocci de primavera i tardor -amb la llum passant pel corredor i il·luminant l'art en la pedra de darrere. Brennan també trobà alineacions al cairn L (53° 44′ 36″ N, 7° 08′ 03″ O / 53.743299°N,7.134040°O 53° 44′ 36″ N, 7° 08′ 03″ O / 53.743299°N,7.134040°O / 53.743299, -7.134040 / 53.743299; -7.134040), Knowth, i Dowth a la Vall Boyne. L'alineació del cairn T és semblant a la il·luminació de la tomba de corredor de Brú na Bóinne (Newgrange), que està alineada per a rebre els raigs de l'aurora del solstici d'hivern.
Hi ha unes vint-i-tres tombes en el conjunt de Loughcrew a més a més del cairn L i el  T, i els jaciments afegits.

## Història moderna
En segles més recents Loughcrew va arribar a ser la seu d'una branca de la família hiberno-normanda Plunkett, de la qual el membre més famós fou el martiritzat Oliver Plunkett. L'església familiar se'n troba en el terreny dels jardins de Loughcrew. Amb la seua ubicació aïllada i inhòspita, Sliabh na Caillí arribà a ser un punt de trobada crítica durant la marginació de catòlics per les lleis penals d'Irlanda. Els Plunkett s'implicaren en la Irlanda confederada de la dècada dels 1640 i van ser desposseïts per l'Acta d'Establiment d'Irlanda del 1652. La propietat de Loughcrew l'assignà William Petty a la família Naper al voltant del 1655. Els Naper són descendents de Robert Napier, baró en cap de la Cort Irlandesa d'Exchequer el 1593.
Els Naper construïren un terreny extens d'uns 180.000 acres (730 km²) al nord de Meath en els segles subsegüents. Després un incendi devastador al 1964, els tres fills Naper anaren a la cort i van demanar que el govern permetés que el fideïcomís familiar fos invalidat i que la seua possessió es dividís entre els tres fills. Posteriorment la casa i els jardins han estat restaurats per Charles i Emily Naper, que obriren els jardins al públic i hi organitzen un festival d'òpera anual.